# Charles Couperin
Charles (II) Couperin, Sieur de Crouilly (getauft in Chaumes-en-Brie am 9. April 1638; † Januar oder Februar 1679 in Paris), war ein Organist und Cembalist aus der bedeutenden französischen Musikerfamilie Couperin. 

## Leben
Charles II war eins von acht Kindern des Charles I Couperin (ca. 1595–1654) und dessen Frau Marie Andry (getauft 1601). Seine Brüder François I und Louis Couperin, mit denen er später in Paris zusammen in einer Wohnung lebte, waren ebenfalls Musiker. 
Möglicherweise wirkte Charles Couperin 1659 bei der Aufführung des Ballet de la raillerie am königlichen Hof mit.
Nach dem frühen Tode seines Bruders Louis wurde Charles dessen Nachfolger als Organist der Kirche St-Gervais in Paris. Seinen ersten Vertrag über zwölf Jahre erhielt er zu Weihnachten 1661, der Vertrag wurde danach verlängert.
Er heiratete am 20. Februar 1662 Marie Guérin, die Tochter eines Barbiers in der Grande Écurie du Roi. Das einzige (überlebende) Kind aus dieser Ehe war der später berühmte Komponist François Couperin, gen. „le Grand“ (1668–1733).
Laut Titon du Tillet war Charles Couperin für sein gelehrtes Orgelspiel bekannt und soll auch komponiert haben, es sind jedoch keine Werke unter seinem Namen erhalten. Aus verschiedenen Dokumenten geht hervor, dass er neben seiner Tätigkeit als Organist von St-Gervais auch Cembalist bei der Herzogin von Orléans, Liselotte von der Pfalz, war.
Am 15. Januar 1679 nahm er als Pate an der Taufe einer Tochter des Instrumentenbauers Jacques Meunier teil. Er starb am 26. Februar des gleichen Jahres. An diesem Tage wurde seinem Sohn François die Nachfolge der Orgelstelle in St-Gervais zugesichert, mit Michel-Richard Delalande als Vertreter. Bei seinem Tode besaß Charles Couperin ein großes Pedalcembalo („grand corps de clavecin avec un grand clavier de pédale“) und eine „épinette en forme de clavecin“, bei der es sich wahrscheinlich um ein einmanualiges Cembalo mit nur einem (8'?-)Register handelte.
Charles II Couperin hatte von seinem Vater Charles I das Recht übernommen, sich „Sieur de Crouilly“ zu nennen. Dies war kein Adelsprädikat, sondern bezog sich nur auf den Besitz von Ländereien. Dieser „Titel“ ging nach seinem Tode an seinen Sohn François.